# Répartition de l'usure
La répartition de l'usure (en anglais wear leveling signifiant littéralement « nivellement de l'usure » ) est une technique utilisée notamment avec les mémoires flash, afin de prolonger la durée de vie d'un support de stockage non volatil, en répartissant uniformément le nombre d'écritures et d'effacements sur toutes les cellules de stockage.

## Intérêt
L'avantage de cette technique est d'éviter de solliciter un trop grand nombre de fois les mêmes cellules de stockage (« clusters » en anglais), car celles-ci ont tendance à perdre leurs propriétés de mémorisation au-delà d'un nombre limité d'écritures.

## Mise en œuvre
Cette technique peut être mise en œuvre directement au niveau du matériel, par un microcontrôleur ou micrologiciel contrôlant les cycles d'écriture par cellule, suivant différents algorithmes, ou bien au niveau logiciel par certains systèmes de fichiers conçus pour les mémoires flash.
La technique de répartition de l'usure fait l'objet de nombreux brevets , dont le premier a été déposé en 1978 par la société North Electric Company[réf. nécessaire].